# Erythrophysa belinii
Erythrophysa belinii là một loài thực vật có hoa trong họ Bồ hòn. Loài này được Capuron mô tả khoa học đầu tiên năm 1969.